# Paris Football Club 2023-2024 (femminile)
Questa voce raccoglie le informazioni riguardanti la squadra femminile del Paris Football Club nelle competizioni ufficiali della stagione  2023-2024.

## Maglie e sponsor
Le tenute di gioco sono le stesse della squadra maschile del Paris FC. Lo sponsor tecnico per la stagione 2023-2024 è Adidas, mentre lo sponsor ufficiale è Bahrain Victorious.
| Casa | Trasferta |

## Organigramma societario
Area tecnica
- Allenatore: Sandrine Soubeyrand
- Vice allenatore: Kévin Boquet
- Preparatore dei portieri: Paul Bertandeau
- Preparatore atletico: Maxence Pieulhet
- Medico sportivo: Etienne James-Belin
- Fisioterapisti: Quentin Laigle, Thomas Picard
- Analista video: Alexandre Komorowski

## Rosa
Rosa, ruoli e numeri di maglia come da sito ufficiale, integrati da footofeminin.fr, aggiornati al 12 ottobre 2023.
| N. |                      | Ruolo | Calciatrice        |
| -- | -------------------- | ----- | ------------------ |
| 2  | Francia (bandiera)   | D     | Céline Ould Hocine |
| 3  | Francia (bandiera)   | D     | Lou Bogaert        |
| 4  | Slovenia (bandiera)  | C     | Kaja Korošec       |
| 5  | Australia (bandiera) | C     | Sarah Hunter       |
| 7  | Francia (bandiera)   | A     | Louise Fleury      |
| 8  | Francia (bandiera)   | C     | Daphné Corboz      |
| 9  | Francia (bandiera)   | A     | Mathilde Bourdieu  |
| 10 | Francia (bandiera)   | A     | Clara Matéo        |
| 11 | Francia (bandiera)   | C     | Julie Dufour       |
| 15 | Francia (bandiera)   | C     | Margaux Le Mouël   |
| 16 | Nigeria (bandiera)   | P     | Chiamaka Nnadozie  |

| N. |                    | Ruolo | Calciatrice       |
| -- | ------------------ | ----- | ----------------- |
| 17 | Francia (bandiera) | C     | Gaëtane Thiney    |
| 18 | Francia (bandiera) | D     | Melween N'Dongala |
| 19 | Francia (bandiera) | D     | Théa Greboval     |
| 20 | Francia (bandiera) | A     | Louna Ribadeira   |
| 21 | Russia (bandiera)  | D     | Alsu Abdullina    |
| 22 | Francia (bandiera) | A     | Kessya Bussy      |
| 23 | Francia (bandiera) | D     | Teninsoun Sissoko |
| 27 | Francia (bandiera) | D     | Julie Soyer       |
| 30 | Francia (bandiera) | P     | Inès Marques      |
| 40 | Francia (bandiera) | P     | Alizée Flagellat  |

## Calciomercato

### Sessione estiva
| Acquisti | Acquisti            | Acquisti        | Acquisti   |
| R.       | Nome                | da              | Modalità   |
| -------- | ------------------- | --------------- | ---------- |
| D        | Alsu Abdullina      | Chelsea         | prestito   |
| D        | Teninsoun Sissoko   | Turbine Potsdam | definitivo |
| C        | Sarah Hunterl       | Sydney FC       | definitivo |
| C        | Nermyne Ben Khaledl | Orléans         | definitivo |
| C        | Julie Dufourl       | Bordeaux        | definitivo |
| C        | Kaja Korošec        | Mura            | definitivo |
| A        | Kessya Bussyl       | Stade Reims     | definitivo |

| Cessioni | Cessioni            | Cessioni            | Cessioni                 |
| R.       | Nome                | a                   | Modalità                 |
| -------- | ------------------- | ------------------- | ------------------------ |
| D        | Eseosa Aigbogun     | Roma                | definitivo               |
| D        | Anaïg Butel         | Washington Spirit   | definitivo               |
| D        | Tess Laplacette     | Lilla               | definitivo               |
| D        | Thiniba Samoura     | Paris FC U19        | aggregata alle giovanili |
| D        | Annaëlle Tchakounté | Olympique Marsiglia | definitivo               |
| C        | Chloe Neller        | Strasburgo          | definitivo               |
| A        | Ouleymata Sarr      | Washington Spirit   | definitivo               |

## Risultati

### Division 1

#### Prima fase

##### Girone di andata
| Arbitro: | Daupeux |

|  |           |                                         |
|  | Marcatori | 14’ Matéo 45’, 89’ Thiney 80’ Ribadeira |

| Arbitro: | Gerbel |

|                                   |           |            |
| Bourdieu 14’ Thiney 18’ Matéo 74’ | Marcatori | 26’ Harris |

| Arbitro: | Conçalves |

|           |           |                                    |
| Davis 35’ | Marcatori | 14’ Ribadeira 23’, 47’, 76’ Fleury |

| Arbitro: | Rochebilière |

|                              |           |  |
| Thiney 69’ (rig.) Dufour 89’ | Marcatori |  |

| Arbitro: | Efe |

|           |           |                                                                            |
| Davis 35’ | Marcatori | 5’ Bourdieu 30’ D. Corboz 36’ Thiney 38’ Dufour 54’ Le Mouël 79’ Ribadeira |

| Arbitro: | Beyer |

|            |           |                                                            |
| Dufour 29’ | Marcatori | 1’, 40’ Le Sommer 38’, 48’ Hegerberg 68’ Däbritz 90’ Diani |

| Arbitro: | Jeannot |

|                |           |                                                         |
| Lamontagne 19’ | Marcatori | 14’ Ribadeira 35’ Matéo 44’, 67’, 70’ Fleury 84’ Dufour |

| Arbitro: | Gonçalves |

|           |           |  |
| Matéo 41’ | Marcatori |  |

| Arbitro: | Fournier |

|                     |           |              |
| R. Corboz 8’ (rig.) | Marcatori | 75’ Le Mouël |

| Arbitro: | Rochebilière |

|              |           |                                                      |
| Mondésir 62’ | Marcatori | 12’ Thiney 24’ D. Corboz 41’ Bourdieu 847’ Ribadeira |

| Arbitro: | Vanderstichel |

|            |           |                                 |
| Thiney 44’ | Marcatori | 36’ (rig.) Baltimore 44’ Katoto |

##### Girone di ritorno
| Arbitro: | Collin |

|               |           |  |
| Hegerberg 84’ | Marcatori |  |

| Arbitro: | Daupeux |

|                         |           |                   |
| Ribadeira 61’, 67’, 89’ | Marcatori | 16’, 45’ Benyahia |

| Arbitro: | Rochebilière |

|                              |           |                        |
| Korošec 70’, 90+6’ Bussy 76’ | Marcatori | 65’ Ribeyra 71’ Azzaro |

| Arbitro: | Jeannot |

|                  |           |                                                   |
| Diaz 16’ Kim 29’ | Marcatori | 27’ D. Corboz 48’, 68’ Dufour 49’, 52’, 72’ Matéo |

| Arbitro: | Jeannot |

|  |           |               |
|  | Marcatori | 4’ Lamontagne |

| Arbitro: | Fournier |

|  |           |                                           |
|  | Marcatori | 28’ D. Corboz 31’ (rig.) Thiney 54’ Bussy |

| Arbitro: | Rochebilière |

|                             |           |           |
| Grabowska 44’ Fernandes 57’ | Marcatori | 72’ Bussy |

| Arbitro: | Gonçalves |

|                         |           |  |
| Bussy 5’, 45’ Matéo 20’ | Marcatori |  |

| Arbitro: | Daupeux |

|                      |           |                |
| Dufour 60’ Bussy 72’ | Marcatori | 4’, 62’ Imuran |

| Arbitro: | Beyer |

|              |           |           |
| Ebayilin 71’ | Marcatori | 30’ Bussy |

| Arbitro: | Laur |

|  |           |              |
|  | Marcatori | 79’ Declercq |

#### Play-off per il titolo
| Arbitro: | Gerbel |

|                                           |                      |                                           |
| Geyoro 52’ (rig.) Katoto 72’              | Marcatori            | 36’ Matéo 56’ D. Corboz                   |
| Karchaoui Katoto Baltimore Martens Geyoro | Tiri di rigore 5 – 4 | Greboval Bourdieu Thiney Le Mouël Sissoko |

| Arbitro: | Beyer |

|                                       |                      |                                  |
| Matéo 83’                             | Marcatori            | 87’ (rig.) R. Corboz             |
| Greboval Ould Hocine Thiney Ribadeira | Tiri di rigore 4 – 2 | R. Corboz Gomes Pasquereau Ngock |

### Coppa di Francia
| Arbitro: | Beyer |

|                                       |           |  |
| Soyer 16’ Matéo 51’ (rig.) Dufour 64’ | Marcatori |  |

| Arbitro: | Collin |

|  |           |                        |
|  | Marcatori | 71’ Korošec 78’ Thiney |

| Arbitro: | Beyer |

|                                       |           |  |
| Fleury 52’ Matéo 63’, 90’ Korošec 80’ | Marcatori |  |

| Arbitro: | Gerbel |

|                                                      |                      |                                       |
| Thiney 28’ (rig.) Karchaoui 64’ (aut.) Ribadeira 71’ | Marcatori            | 13’ Geyoro 56’, 85’ Chawinga          |
| Greboval Bourdieu Matéo D. Corboz Thiney             | Tiri di rigore 3 – 4 | Karchaoui Katoto Baltimore De Almeida |

### Women's Champions League

#### Qualificazioni
| Arbitro: | Čelik |

|                                  |           |  |
| Dufour 25’, 56’, 59’ Korošec 72’ | Marcatori |  |

| Arbitro: | Georgieva |

|                               |                      |                                                |
| Russo 80’, 116’ Beattie 90+6’ | Marcatori            | 56’, 57’ Bourdieu 106’ Fleury                  |
| Little McCabe Maanum Russo    | Tiri di rigore 2 – 4 | Greboval Ould Hocine Matéo D. Corboz Ribadeira |

| Arbitro: | Vekkeli |

|                                   |           |                           |
| Thiney 8’ Bourdieu 16’ Dufour 44’ | Marcatori | 4’ Endemann 30’, 73’ Popp |

| Arbitro: | Olofsson |

|  |           |                       |
|  | Marcatori | 38’ Dufour 90’ Fleury |

#### Fase a gironi
| Arbitro: | Campos |

|                   |           |                         |
| Dufour 59’ (rig.) | Marcatori | 29’ Kafaji 56’ Sandberg |

| Arbitro: | Martinčić |

|                                |           |              |
| Kerr 30’, 48’, 55’ Ingle 90+1’ | Marcatori | 38’ Greboval |

| Arbitro: | Ferrieri Caputi |

|                     |           |            |
| Dufour 4’ Thiney 6’ | Marcatori | 53’ Møller |

| Arbitro: | Peşu |

|  |           |                   |
|  | Marcatori | 79’ (rig.) Thiney |

| Göteborg 24 gennaio 2024, ore 18:45 UTC+1 Gruppo D - 5ª giornata | Häcken     | 0 – 0 referto | Paris FC | Hisingen Arena (3 064 spett.)\| Arbitro: \| Demetrescu \| |
| Arbitro:                                                         | Demetrescu |               |          |                                                           |

| Arbitro: | Projkovska |

|  |           |                                            |
|  | Marcatori | 10’ Kirby 37’ Fishel 74’ Reiten 79’ Mjelde |

## Statistiche

### Statistiche di squadra
| Competizione                  | Punti | In casa | In casa | In casa | In casa | In casa | In casa | In trasferta | In trasferta | In trasferta | In trasferta | In trasferta | In trasferta | Totale | Totale | Totale | Totale | Totale | Totale | DR  |
| Competizione                  | Punti | G       | V       | N       | P       | Gf      | Gs      | G            | V            | N            | P            | Gf           | Gs           | G      | V      | N      | P      | Gf     | Gs     | DR  |
| ----------------------------- | ----- | ------- | ------- | ------- | ------- | ------- | ------- | ------------ | ------------ | ------------ | ------------ | ------------ | ------------ | ------ | ------ | ------ | ------ | ------ | ------ | --- |
| Division 1                    | 42    | 11      | 6       | 1       | 4       | 19      | 17      | 11           | 7            | 2            | 2            | 37           | 10           | 22     | 13     | 3      | 6      | 56     | 27     | +29 |
| D1 play-off                   | -     | 1       | 0       | 1       | 0       | 1       | 1       | 1            | 0            | 1            | 0            | 2            | 2            | 2      | 0      | 2      | 0      | 3      | 3      | 0   |
| Coppa di Francia              | -     | 3       | 2       | 1       | 0       | 10      | 3       | 1            | 1            | 0            | 0            | 2            | 0            | 4      | 3      | 1      | 0      | 12     | 3      | +9  |
| UEFA Women's Champions League | -     | 5       | 2       | 1       | 2       | 10      | 10      | 5            | 2            | 2            | 1            | 7            | 7            | 10     | 4      | 3      | 3      | 17     | 17     | 0   |
| Totale                        | -     | 20      | 10      | 4       | 6       | 40      | 31      | 18           | 10           | 5            | 3            | 48           | 19           | 38     | 20     | 9      | 9      | 88     | 50     | +38 |

### Andamento in campionato
| Giornata  | 1 | 2 | 3 | 4 | 5 | 6 | 7 | 8 | 9 | 10 | 11 | 12 | 13 | 14 | 15 | 16 | 17 | 18 | 19 | 20 | 21 | 22 |
| --------- | - | - | - | - | - | - | - | - | - | -- | -- | -- | -- | -- | -- | -- | -- | -- | -- | -- | -- | -- |
| Luogo     | T | C | T | C | T | C | T | C | T | T  | C  | T  | C  | C  | T  | C  | T  | T  | C  | C  | T  | C  |
| Risultato | V | V | V | V | V | P | V | V | N | V  | P  | P  | V  | V  | V  | P  | V  | P  | V  | N  | N  | P  |
| Posizione | 2 | 1 | 1 | 2 | 2 | 3 | 3 | 3 | 3 | 3  | 3  | 3  | 3  | 3  | 3  | 3  | 3  | 3  | 3  | 3  | 3  | 3  |

Legenda:

Luogo: C = Casa; T = Trasferta. Risultato: V = Vittoria; N = Pareggio; P = Sconfitta.

### Statistiche delle giocatrici
| Giocatore           | Division 1 | Division 1 | Division 1  | Division 1 | Coppa di Francia | Coppa di Francia | Coppa di Francia | Coppa di Francia | UEFA Champions League | UEFA Champions League | UEFA Champions League | UEFA Champions League | Totale   | Totale | Totale      | Totale     |
| Giocatore           | Presenze   | Reti       | Ammonizioni | Espulsioni | Presenze         | Reti             | Ammonizioni      | Espulsioni       | Presenze              | Reti                  | Ammonizioni           | Espulsioni            | Presenze | Reti   | Ammonizioni | Espulsioni |
| ------------------- | ---------- | ---------- | ----------- | ---------- | ---------------- | ---------------- | ---------------- | ---------------- | --------------------- | --------------------- | --------------------- | --------------------- | -------- | ------ | ----------- | ---------- |
| A. Abdullina        | 10         | 0          | 3           | 0          | 1                | 0                | 1                | 0                | 4                     | 0                     | 0                     | 0                     | 15       | 0      | 4           | 0          |
| S. Amessis          | 0          | 0          | 0           | 0          | -                | -                | -                | -                | -                     | -                     | -                     | -                     | 0        | 0      | 0           | 0          |
| N. Ben Khaled       | 2          | 0          | 0           | 0          | -                | -                | -                | -                | -                     | -                     | -                     | -                     | 2        | 0      | 0           | 0          |
| N. Bettoumi         | -          | -          | -           | -          | -                | -                | -                | -                | 0                     | 0                     | 0                     | 0                     | 0        | 0      | 0           | 0          |
| L. Bogaert          | 16+2       | 0          | 1           | 0          | 4                | 0                | 0                | 0                | 10                    | 0                     | 3                     | 0                     | 32       | 0      | 4           | 0          |
| M. Bourdieu         | 20+1       | 3          | 2           | 0          | 3                | 0                | 0                | 0                | 10                    | 3                     | 0                     | 0                     | 34       | 6      | 2           | 0          |
| K. Bussy            | 19+2       | 7          | 0           | 0          | 4                | 0                | 0                | 0                | 5                     | 0                     | 0                     | 0                     | 30       | 7      | 0           | 0          |
| D. Corboz           | 22+2       | 4+1        | 1           | 0          | 3                | 0                | 1                | 0                | 10                    | 0                     | 0                     | 0                     | 37       | 5      | 2           | 0          |
| L. Demarest Pouplet | 0          | 0          | 0           | 0          | -                | -                | -                | -                | 0                     | 0                     | 0                     | 0                     | 0        | 0      | 0           | 0          |
| N. Dosso            | 1          | 0          | 0           | 0          | -                | -                | -                | -                | -                     | -                     | -                     | -                     | 1        | 0      | 0           | 0          |
| J. Dufour           | 20+2       | 7          | 2           | 0          | 4                | 1                | 3                | 0                | 9                     | 7                     | 0                     | 0                     | 35       | 15     | 5           | 0          |
| A. Flagellat        | 0          | 0          | 0           | 0          | 0                | 0                | 0                | 0                | -                     | -                     | -                     | -                     | 0        | 0      | 0           | 0          |
| L. Fleury           | 20+2       | 6          | 0           | 0          | 3                | 1                | 0                | 0                | 10                    | 1                     | 1                     | 0                     | 35       | 8      | 1           | 0          |
| F. Goyi             | 1          | 0          | 0           | 0          | -                | -                | -                | -                | -                     | -                     | -                     | -                     | 1        | 0      | 0           | 0          |
| T. Greboval         | 19+2       | 0          | 4           | 0          | 3                | 0                | 0                | 0                | 9                     | 1                     | 3                     | 0                     | 33       | 1      | 7           | 0          |
| S. Hunter           | 4          | 0          | 10          | 0          | 3                | 0                | 1                | 0                | 1                     | 0                     | 0                     | 0                     | 8        | 0      | 11          | 0          |
| K. Korošec          | 18+2       | 2          | 2           | 0          | 4                | 2                | 0                | 0                | 10                    | 1                     | 1                     | 0                     | 34       | 5      | 3           | 0          |
| M. Le Mouël         | 19+2       | 2          | 1           | 0          | 3                | 0                | 0                | 0                | 10                    | 0                     | 1                     | 0                     | 34       | 2      | 2           | 0          |
| I. Marques          | 4          | -6         | 0           | 0          | 4                | -3               | 0                | 0                | 0                     | 0                     | 0                     | 0                     | 8        | -9     | 0           | 0          |
| C. Matéo            | 20+2       | 8+2        | 2           | 0          | 4                | 3                | 1                | 0                | 10                    | 0                     | 1                     | 0                     | 36       | 13     | 4           | 0          |
| M. N'Dongala        | 13+1       | 0          | 1+1         | 0          | 3                | 0                | 0                | 0                | 6                     | 0                     | 0                     | 0                     | 23       | 0      | 2           | 0          |
| J. Ngankem          | 1          | 0          | 0           | 0          | -                | -                | -                | -                | -                     | -                     | -                     | -                     | 1        | 0      | 0           | 0          |
| C. Nnadozie         | 18+2       | -24        | 0           | 0          | 0                | 0                | 0                | 0                | 10                    | -17                   | 0                     | 0                     | 30       | -41    | 0           | 0          |
| C. Ould Hocine      | 20+2       | 0          | 2           | 0          | 2                | 0                | 0                | 0                | 10                    | 0                     | 0                     | 0                     | 34       | 0      | 2           | 0          |
| L. Ribadeira        | 22+2       | 8          | 0+1         | 0          | 4                | 1                | 0                | 0                | 9                     | 0                     | 2                     | 0                     | 37       | 9      | 3           | 0          |
| K. Roche Dufour     | 1          | 0          | 0           | 0          | -                | -                | -                | -                | -                     | -                     | -                     | -                     | 1        | 0      | 0           | 0          |
| A. Sidibé           | 0          | 0          | 0           | 0          | 0                | 0                | 0                | 0                | 0                     | 0                     | 0                     | 0                     | 0        | 0      | 0           | 0          |
| T. Sissoko          | 19+2       | 0          | 2           | 0          | 4                | 0                | 0                | 0                | 5                     | 0                     | 0                     | 0                     | 30       | 0      | 2           | 0          |
| J. Soyer            | 18+2       | 0          | 2           | 0          | 1                | 1                | 0                | 0                | 10                    | 1                     | 1                     | 0                     | 31       | 2      | 3           | 0          |
| G. Thiney           | 21+2       | 9          | 0           | 0          | 4                | 2                | 0                | 0                | 10                    | 3                     | 0                     | 0                     | 37       | 14     | 0           | 0          |
| K. Traoré           | 2          | 0          | 0           | 0          | -                | -                | -                | -                | 0                     | 0                     | 0                     | 0                     | 2        | 0      | 0           | 0          |